# Моура, Жуан ди
Жуан ди Моура (порт. João de Moura, годы жизни неизвестны) — португальский шахматист, национальный мастер.
Чемпион Португалии 1940, 1951 и 1952 гг.
В 1951 г. представлял Португалию в зональном турнире. В том же году участвовал в международном турнире в Мадриде.

## Спортивные результаты
| Год  | Город       | Соревнование         | + | −  | = | Результат | Место |
| ---- | ----------- | -------------------- | - | -- | - | --------- | ----- |
| 1940 |             | Чемпионат Португалии |   |    |   |           | 1     |
| 1951 |             | Чемпионат Португалии |   |    |   |           | 1     |
|      | Мадрид      | Международный турнир | 2 | 13 | 2 | 3 из 17   | 17    |
|      | Бад-Пирмонт | Зональный турнир     | 3 | 7  | 4 | 5 из 14   | 12—13 |
| 1952 |             | Чемпионат Португалии |   |    |   |           | 1     |